# Contea di Sullivan (Pennsylvania)
La contea di Sullivan (in inglese Sullivan County) è una contea dello Stato della Pennsylvania, negli Stati Uniti. La popolazione al censimento del 2000 era di 6 556 abitanti. Il capoluogo di contea è Laporte.

## Geografia
La contea si trova nel nord-est dello Stato. Si tratta di un territorio montuoso. I principali corsi d’acqua sono i torrenti Loyalsock e Muncy e i laghi Hunters, Eagles Mere e Mokoma.

### Contee confinanti
- Contea di Bradford - nord
- Contea di Wyoming - est
- Contea di Luzerne - sud-est
- Contea di Columbia - sud
- Contea di Lycoming - ovest

## Storia
La contea di Sullivan fu creata nel 1847 da parte della contea di Lycoming e prese il nome da John Sullivan, generale della Rivoluzione Americana o dal senatore statale Charles C. Sullivan. La terra che sarebbe poi diventata la contea di Sullivan fu originariamente acquistata dagli Irochesi dalla Provincia della Pennsylvania nel 1768.

## Centri abitati[4]

### Borough
- Dushore
- Eagles Mere
- Forksville
- Laporte (capoluogo)

### Township
- Cherry
- Colley
- Davidson
- Elkland
- Forks
- Fox
- Hillsgrove
- Laporte
- Shrewsbury